# Emily Atef
Emily Atef (Berlino, 6 maggio 1973) è una regista tedesca di origini franco-iraniane.

## Biografia
All'età di 7 anni, Atef si trasferì da Berlino a Los Angeles con i suoi genitori franco-iraniani e suo fratello, il batterista Cyril Atef. A 9 anni si trasferì in Francia, dove finì la scuola, e in seguito si recò a Londra per diventare un'attrice di teatro.
Il suo primo lungometraggio, Molly's Way, cosceneggiato da Esther Bernstorff, ha ricevuto un premio al Filmfest München nel 2005 per la migliore sceneggiatura e il Gran Premio della Giuria al Mar del Plata Film Festival. Il suo secondo lungometraggio The Stranger in Me parla di una giovane madre con depressione post-partum. Ha ricevuto diversi premi ed è stato proiettato alla Settimana Internazionale della Critica del Festival di Cannes. Ha ottenuto una borsa di studio dalla Cinéfondation di Cannes, che ha usato, per scrivere il film Kill Me. Atef ha diretto il film TV Königin der Nacht, un dramma familiare girato nella Foresta Nera per la ARD nel 2016. Nello stesso anno diresse Wunschkinder, una storia vera su una coppia che tenta di adottare un bambino in Russia. Nel 2017 Atef ha diretto Macht euch keine Sorgen  per la ARD, su un padre che scopre che suo figlio di 19 anni è partito per la Siria per far parte dell'ISIS. Nel 2017, Emily Atef ha scritto e diretto 3 Days in Quiberon. Il film ha avuto la sua prima mondiale al festival di Berlino e ha gareggiato per l'Orso d'Oro.

## Filmografia
- XX to XY: Fighting to Be Jake (2003)[7]
- Asyl (2004)
- Molly's Way (2005)[8]
- The Stranger in Me (2008)[9]
- Kill Me (2012)[10]
- 3 Days in Quiberon (2018)[11]
- More Than Ever (2022)[12]
- Someday We'll Tell Each Other Everything (2023)